# Harriett Abrams
Harriett Abrams (probablement née en 1758 et morte le 8 mars 1821 à Torquay) est une soprano et une compositrice anglaise. Réputée pour ses interprétations du répertoire de George Frideric Handel, Harriett Abrams connait une carrière réussie à Londres dans les années 1780. L'historien de la musique Charles Burney loue la douceur de sa voix et ses interprétations musicales de bon goût.

## Biographie

### Jeunesse
Harriett Abrams nait dans une grande famille de musiciens d'origine juive. Sa sœur cadette Theodosia Abrams Fisher est cantatrice professionnelle (contralto) et sa plus jeune sœur Eliza Abrams est cantatrice soprano et pianiste. La famille compte d'autres musiciens : Mlle G. Abrams, qui chante au Theatre Royal de Drury Lane avec Harriett pendant deux saisons, Jane Abrams, qui chante pour la première fois dans un gala de bienfaisance organisé par Harriett Ambrams en 1782; William Abrams, violoniste et Charles Abrams, violoncelliste. La violoniste Flora Abrams est peut-être membre de cette famille.

### Début de carrière
Harriett Abrams étudie chant, solfège et  composition avec le compositeur Thomas Arne. Elle fait ses débuts à l'opéra professionnel dans le rôle d'une petite gitane dans May-Day, ou The Little Gipsy le 28 octobre 1775 au Theatre Royal de Drury Lane à Londres. L'opéra est écrit pour elle par le librettiste David Garrick et Arne qui composent la musique. Cependant, elle est jugée bonne chanteuse mais mauvaise actrice (manquant de personnalité scénique) : elle chante principalement des récitals.

### Carrière de cantatrice

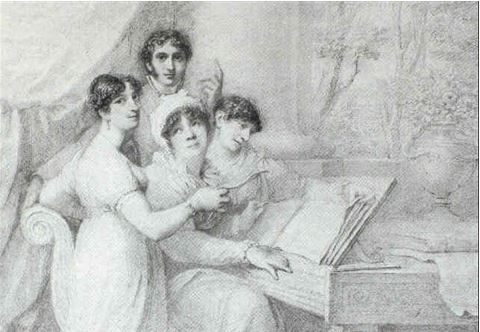
John Braham avec Harriet Abrams et ses deux filles, Harriet et Theodosia Abrams, par Richard Cosway

Après cinq ans à Drury Lane, Harriett Abrams tient les premiers rôles dans les concerts à la mode de Londres et aux festivals provinciaux, apparaissant régulièrement de 1780 à 1790. Elle chante notamment chaque année dans la commémoration de Haendel à l'abbaye de Westminster en 1784 et chaque année dans les festivals de Haendel de 1784 à 1787. Elle chante également à l'ouverture des Concerts de musique ancienne en 1776 et y retourne fréquemment jusqu'en 1790. Abrams apparait aussi dans divers concerts organisées par John Ashley, Venanzio Rauzzini et Johann Peter Salomon et chante dans des concerts et  récitals avec sa sœur Theodosia. Le Public Advertiser, tout en louant le travail de Harriett Ambrams en tant que soliste, écrit en 1783 que le « Forte des Sœurs... vit manifestement en Duettos ». Au cours des années 1790, elle apparait rarement en concert public et chante surtout dans un contexte privé, avec ses deux sœurs. Elle donne cependant des concerts de bienfaisance annuels ouverts au public en 1792, 1794 et 1795, accompagnés de Joseph Haydn au piano,.

### Composition
Harriett Abrams compose plusieurs chants, dont deux, "The Orphan's Prayer" et "Crazy Jane", deviennent très populaires. Elle publie deux ensembles de canzonetta italiennes et anglaises, un recueil de chants et de glees écossais harmonisés pour deux et trois voix, et plus d'une douzaine de chants, principalement des ballades sentimentales. Un recueil de chansons publié en 1803 est dédié par Harriett Abrams à la reine Charlotte .